# Laméac
 Laméac  es una comuna y población de Francia, en la región de Mediodía-Pirineos, departamento de Altos Pirineos, en el distrito de Tarbes y cantón de Rabastens-de-Bigorre.
Su población en el censo de 1999 era de 133 habitantes.
Está integrada en la Communauté de communes Adour Rustan Arros.

## Demografía
| 106 | 114 | 111 | 105 | 110 | 133 |
| Para los censos de 1962 a 1999 la población legal corresponde a la población sin duplicidades (Fuente: INSEE [Consultar]) |     |     |     |     |     |

http://www.lameac.eu
hinchables lameac: http://www.spectacle.biz

## Monumentos
Laméac posee la primera de las Plazas "Claude François"; homenajeando al famoso cantante francés quien participó en las fiestas del pueblo el 20 de mayo de 1972.